# Morte a Venezia
Morte a Venezia és una pel·lícula francoitaliana de Luchino Visconti, estrenada el 1971.

## Argument
L'acció es desenvolupa el 1911, a la Belle Époque, en una Venècia visitada per la burgesia despreocupada, abans dels drames que sorgiran. A l'hotel de luxe on s'allotja el vell compositor Gustav von Aschenbach, (molt lliurement inspirat en Gustav Mahler), el seu estiueig és enterbolit per un jove adolescent androgin, el polonès Tadzio, que sembla encarnar l'ideal de bellesa etèria, a la qual ha intentat desesperadament donar expressió en les seves creacions.
Aquest noi desconcertant, per mirades creuades, pren consciència de la seva fascinació, l'artista somia a abordar-lo, i arriba a replantejar-se les certeses de tota la seva vida.
En una ciutat que se sap afectada d'una epidèmia de còlera amagada per les autoritats, Aschenbach, en comptes de fugir, s'enfonsa en la decadència (pensant a alertar la família del jove polonès) i mor sobre la platja del Lido després d'haver contemplat per última vegada Tadzio, el seu estimat a qui mai no haurà gosat parlar...

## Repartiment
- Dirk Bogarde: el compositor Gustav von Aschenbach
- Silvana Mangano: la mare de Tadzio
- Bjørn Andresen: Tadzio
- Marisa Berenson: Frau von Aschenbach
- Romolo Valli: el director de l'hotel
- Nora Ricci: la governanta
- Carole André: Esmeralda

## Al voltant de la pel·lícula
- La pel·lícula està inspirada en la novel·la de Thomas Mann, La mort a Venècia (editada el 1913), però també per una altra de les seves novel·les, El doctor Faust; el director de l'hotel, d'altra banda, s'assembla molt a un personatge imaginat per Marcel Proust.
- És una meditació sobre la puresa, la impuresa, el malestar, la bellesa; l'home que en un instant s'adona que no s'ha adonat del temps que ha passat.
- La utilització de l'Adagietto, de la Simfonia núm. 5 de Gustav Mahler, engendrarà una fascinació per la música del compositor, i traurà definitivament la seva obra tota sencera del (relatiu) purgatori en el qual era confinada.
- Bjørn Andresen, l'actor que interpreta el jove Tadzio, va fer més tard una carrera en la música (també com a compositor) i alguns llargmetratges suecs.

## Premis i nominacions

### Premis
- 1971: Festival Internacional de Cinema de Canes: Premi del 25è aniversari del Festival, atorgat a Luchino Visconti per Morte a Venezia i el conjunt de la seva obra.
- 1971: BAFTA:
  - Millor direcció artística per Ferdinando Scarfiotti
  - Millor fotografia per Pasqualino De Santis
  - Millor vestuari per Piero Tosi
  - Millor banda sonora original per Vittorio Trentino i Giuseppe Muratori
- 1971: David di Donatello al millor director per Luchino Visconti

### Nominacions
- 1971: Festival Internacional de Cinema de Canes: Palma d'Or per Luchino Visconti
- 1971: BAFTA:
  - Millor actor per Dirk Bogarde
  - Millor director per Luchino Visconti
  - Millor pel·lícula
- 1972: Oscar al millor vestuari per Piero Tosi